# ヤクプ・ルドヴィク・ソビェスキ
ヤクプ・ルドヴィク・ヘンリク・ソビェスキ（Jakub Ludwik Henryk Sobieski, 1667年11月2日 - 1737年12月9日）は、ポーランド・リトアニア共和国の貴族。ポーランド王ヤン3世ソビエスキの長男で、母はマリー・カジミール・ド・ラ・グランジュ・ダルキアン。

## 生涯
1683年、16歳で父と共に第二次ウィーン包囲でオスマン帝国軍と戦った。父はヤクプに次期国王の地位を確保させようと涙ぐましい努力をし、共和国で最も富裕な女子相続人の一人であったルドヴィカ・カロリナ・ラジヴィウ公女との婚約にこぎつけることが出来た。しかしルドヴィカは1681年、ヤクプを裏切ってブランデンブルク選帝侯フリードリヒ・ヴィルヘルムの5男ルートヴィヒと結婚し、ヤクプの面目は丸つぶれになった。ソビェスキ父子は今度はハプスブルク家の王女との縁組を模索したが、ソビェスキ家が王朝を築くことを望まない宮廷内の守旧派はこれに反対していた。その守旧派の中心にいたのはヤクプの実の母親である王妃マリシェンカであり、彼女は息子を王位につけるための夫の目論みに全て反対した。
1696年に父が亡くなると、18人を超える次期国王候補が立った。ヤクプはこの国王自由選挙でオーストリアの支持を受けていたにもかかわらず、ライヴァルたちは彼の国王選出を阻んだ。ヤクプの母マリア・カジミェラは娘婿のバイエルン選帝侯マクシミリアン・エマヌエルを支持し、フランス王ルイ14世はコンティ公フランソワ・ルイを推した。
最終的に国王に選ばれたのはザクセン選帝侯フリードリヒ・アウグスト1世で、新国王は1697年9月にアウグスト2世として即位した。このため、ヤクプは先王の嗣子でありながら国王に選出されなかった最初の人物となった。相続権を有する候補者が、軍事力によって排除されたのである。また、ポーランドをドイツ人の国王が統治するという事態は、ドイツの覇権に対抗してきたポーランドの伝統に反するものでもあった。アウグスト2世は即位後間もなく、コンティ公をポーランド国内から退去させ、自軍に命じてヤクプとその弟アレクサンデルを逮捕、投獄させた。兄弟はその後2年間の牢獄生活を送ることとなった。

## 子女
1691年3月25日、プファルツ選帝侯フィリップ・ヴィルヘルムの娘ヘートヴィヒ・エリーザベトと結婚し、5人の子女をもうけた。
- マリア・レオポルディナ（1693年 - 1695年）
- マリア・カジミェラ（1695年 - 1723年） - ヤクブはスウェーデン王カール12世と結婚させようと目論んだが失敗、後に修道女となった。
- マリア・カロリナ（1697年 - 1740年） - フレデリック・モーリス・ド・ラ・トゥール・ドーヴェルニュと初婚、後にブイヨン公シャルル・ゴドフロワ・ド・ラ・トゥール・ドーヴェルニュと再婚。
- マリア・クレメンティナ（1702年 - 1735年） - イングランド王ジェームズ2世の長男ジェームズ・フランシス・エドワード・ステュアート（大僭称者）と結婚。
- マリア・マグダレナ（1704年）